# Базилика Непорочного Зачатия (Вашингтон)
Базилика Непорочного Зачатия (англ. Basilica of the National Shrine of the Immaculate Conception) — католическая базилика в Вашингтоне, округ Колумбия. Является крупнейшей католической церковью в Соединённых Штатах и в Северной Америке, одна из десяти крупнейших церквей в мире, и самое высокое здание в Вашингтоне, округ Колумбия (100 метров). Строительство базилики началось в 1920 году подрядчиком Джоном Макшейном в неовизантийском стиле, а открытие ещё в недостроенном виде состоялось в 1959 году. Длина базилики составляет 152 м ширина 73 м, а высота до вершины креста на куполе 72 м. Диаметр купола всего на 2 м меньше чем купол Капитолия.
Окончательно все работы были завершены к 1961 году. По оценкам экспертов ежегодно базилику посещают более одного миллиона паломников.
12 октября 1990 года святыню посетил папа Иоанн Павел II, который присвоил её титул малой базилики. 16 апреля 2009 году папа Бенедикт XVI во время посещения базилики даровал ей Золотую розу, а 23 сентября 2015 году мессу на восточных ступенях базилики отслужил папа Франциск во время своего визита в США.
Настоятелем базилики в настоящее время является монсеньор Вальтер Р. Росси.